# Kościół Świętych Apostołów Piotra i Pawła w Olbrachcicach
Kościół pod wezwaniem Świętych Apostołów Piotra i Pawła w Olbrachcicach – zabytkowy, drewniany kościół w Olbrachcicach, w kraju morawsko-śląskim, w Czechach (w historycznym regionie Śląska Cieszyńskiego). Jest kościołem filialnym parafii Świętych Piotra i Pawła w Olbrachcicach.
Wybudowany na miejscu poprzedniego, również drewnianego, zburzonego w 1766. Najstarsza wzmianka o kościele pw. Świętych Apostołów Piotra i Pawła w Olbrachcicach znajduje się w spisie świętopietrza z 1447. Po okresie Reformacji został zwrócony katolikom przez specjalną komisję 26 marca 1654 roku. Z powodu licznych powodzi, wilgoci i butwiejącego drewna został rozebrany w 1766. Prawdopodobnie jeszcze w tym roku nowy kościół wybudował Jan Glombek, karwiński budowniczy podobnego kościoła w Stonawie. W latach 1935–1938 w Olbrachcicach wybudowano nowy kościół murowany i odtąd nabożeństwa w starym kościele odbywają się nieregularnie.
Kościół jest niewielkich rozmiarów. Wieża jest nietypowa, na parterze wykonana z grubych belek obitych deskami pionowo. Wnętrze pomalowane jest na biało.

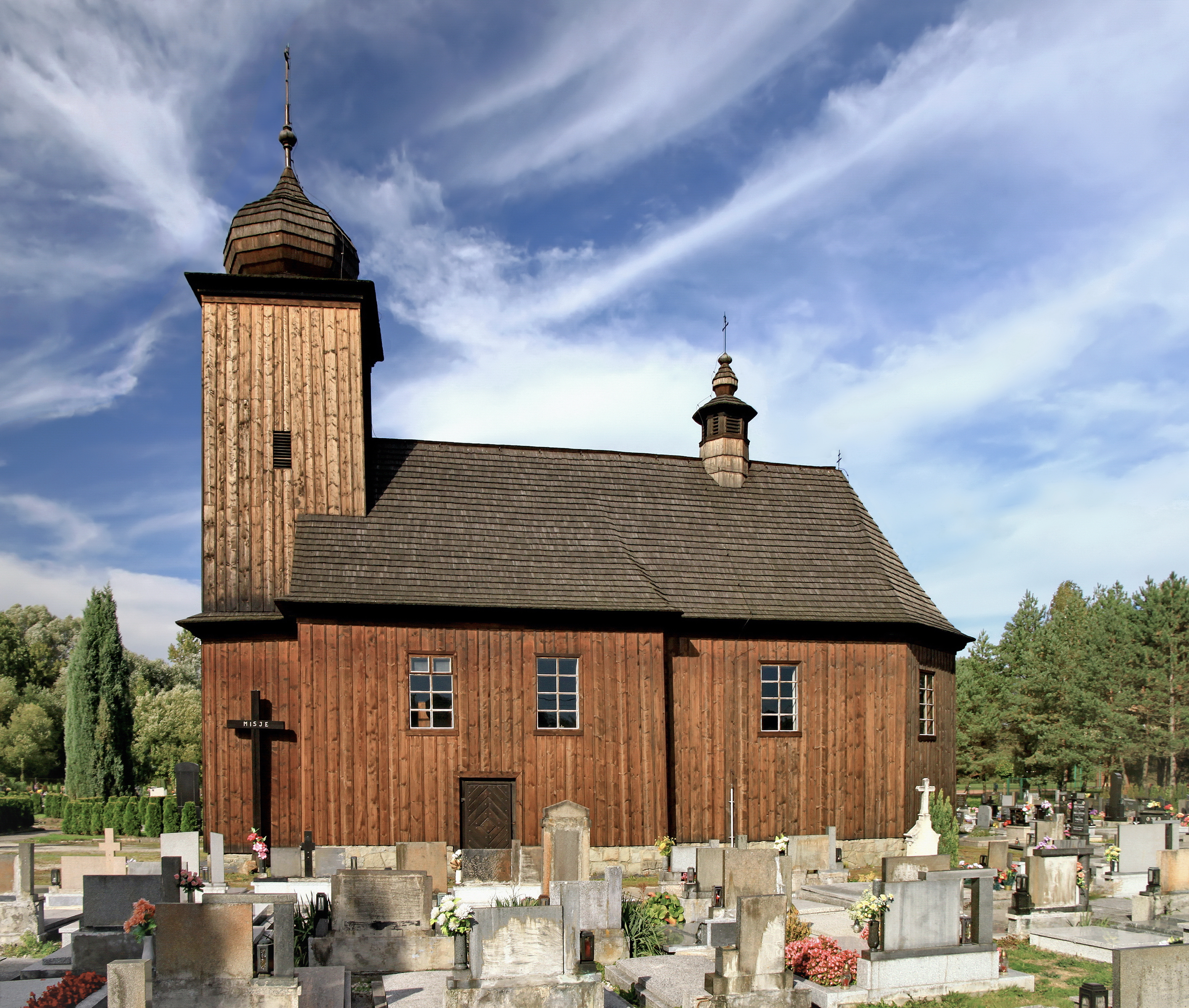
Widok elewacji bocznej
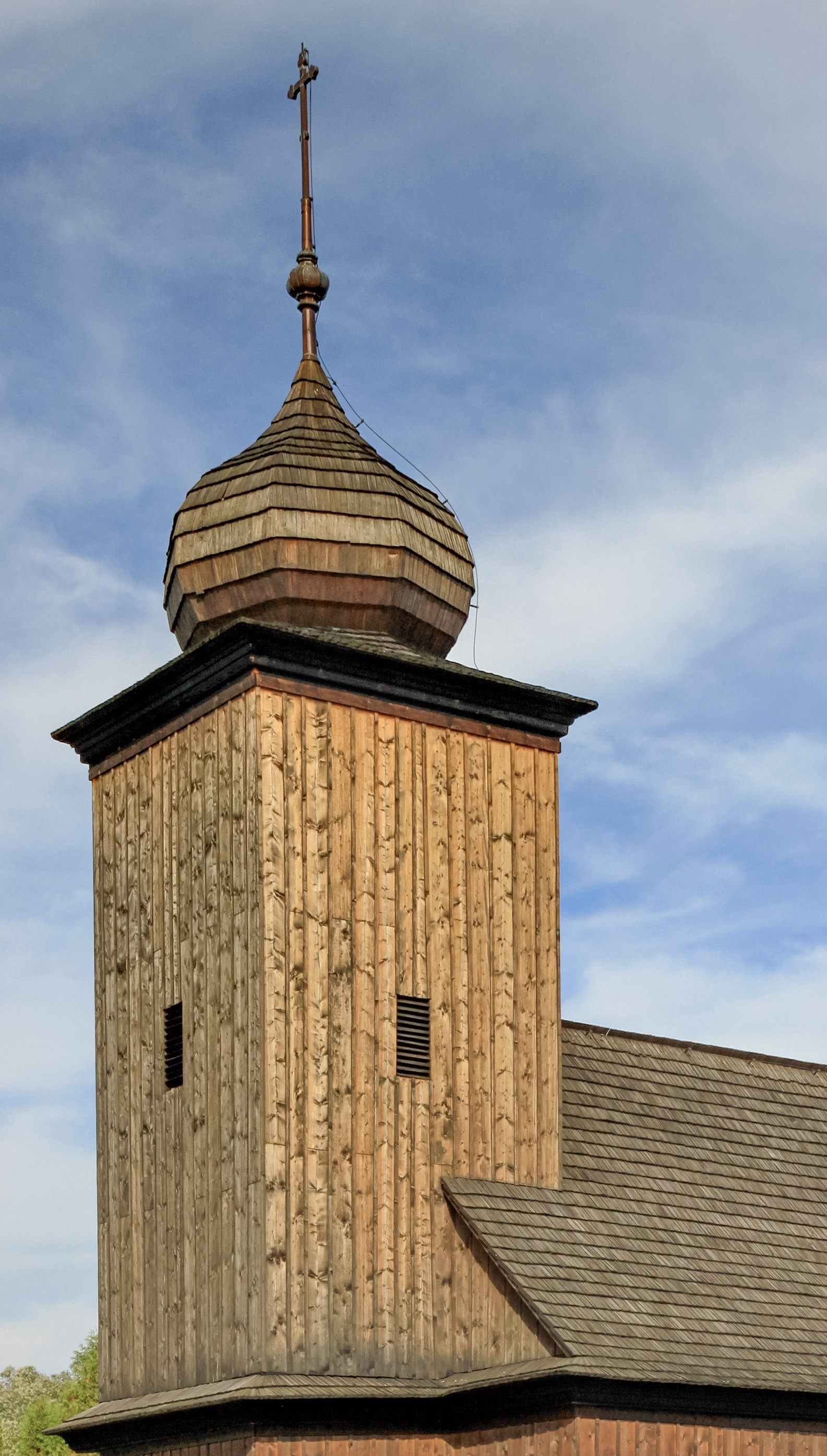
Wieża
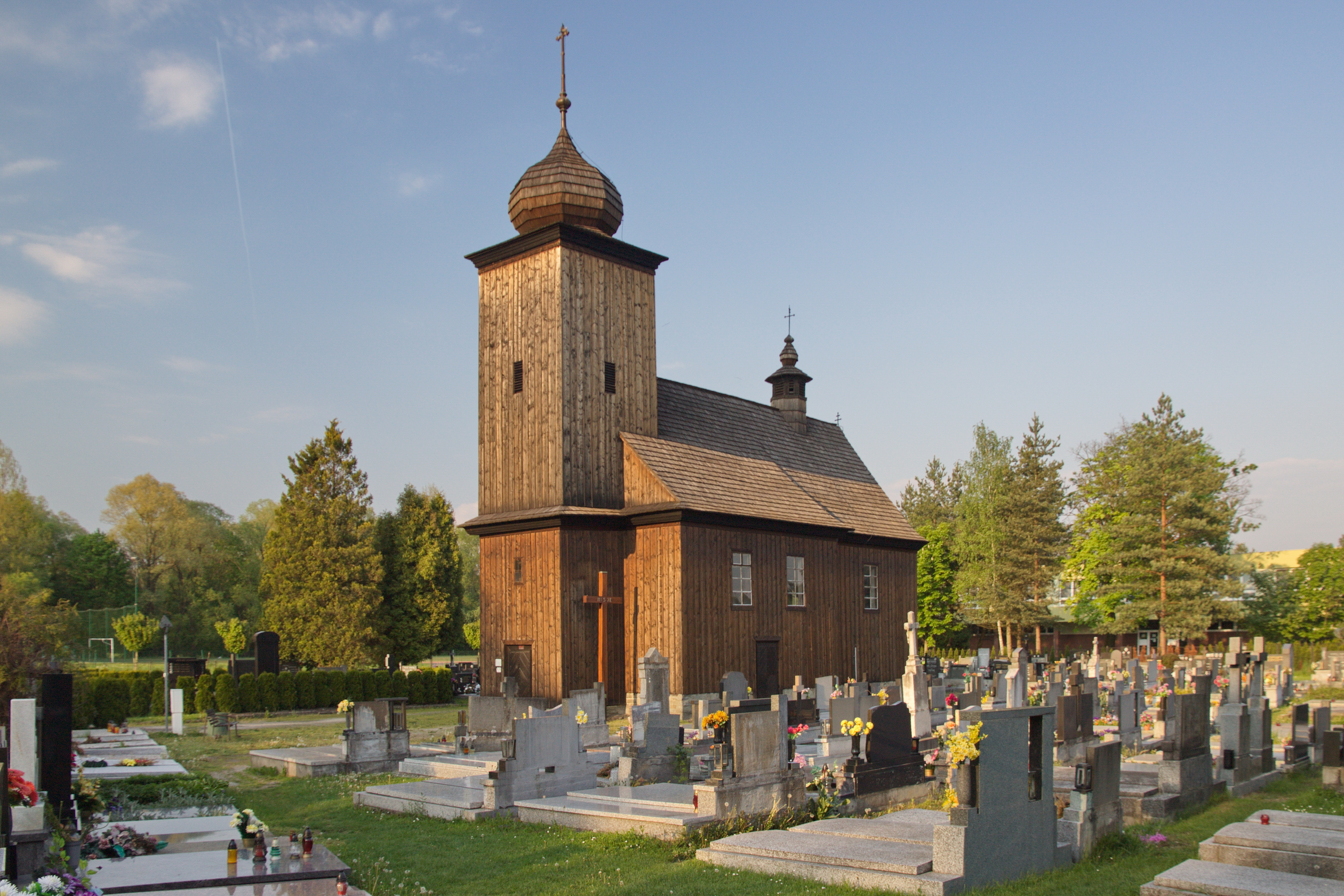
Kościół wraz z cmentarzem
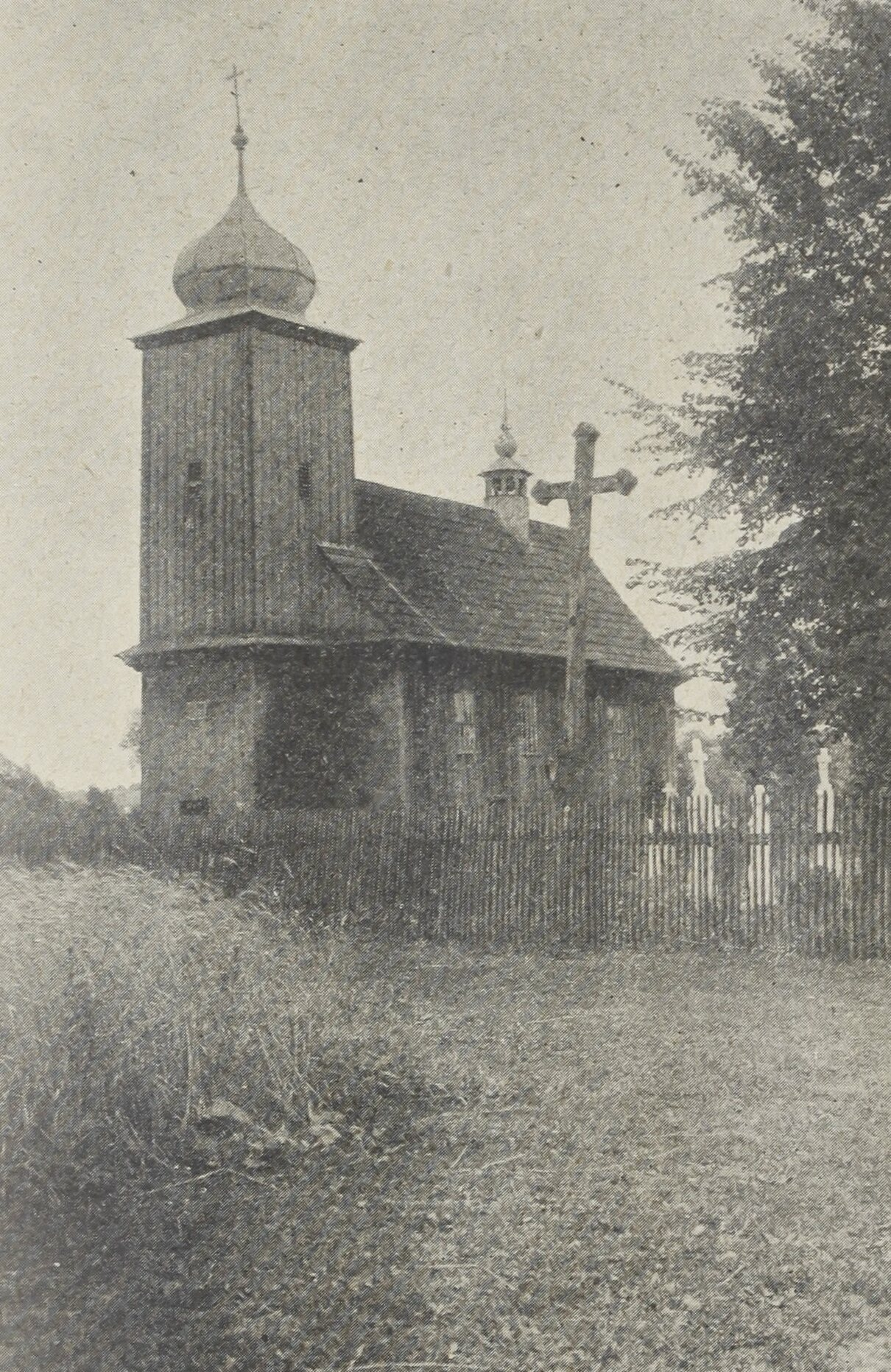
Kościół przed 1932